# Idioma (Zanzotto)
Idioma, ultima parte di una trilogia che comprende Il Galateo in Bosco e Fosfeni, è una raccolta in versi di Andrea Zanzotto, pubblicata a Milano nel 1986 da Mondadori.

## Titolo e struttura
Idioma ("è da intendere secondo ogni diffrazione etimologica e oltre, dalla pienezza del parlare nascente e incoercibile come singolarissima fioritura, fino al polo opposto della chiusura nella particolarità per cui si arriva al lemma «idiozia». Lingua, lingua privata, fatto privato, e deprivante, eccesso di privatezza e quindi di chiusura-privatizzazione-deprivazione. Enfasi di particolarità: ma anche, al contrario, mezzo linguistico tutto inteso al traboccarne fuori. I testi dialettali sono soltanto approssimativamente trascritti in italiano".) si presenta con i testi distribuiti in tre parti con un linguaggio che rimanda ai toni colloquiali di Filò grazie anche all'utilizzo del dialetto che si presenta nella seconda parte.
Il titolo vuole mettere in evidenza l'importanza che la lingua assume nell'uso del concreto parlare. Come scrive Giulio Ferroni: "[...] «idioma» indica qui la vita globale della parola, che è dissociazione, ma anche salvezza, unica garanzia possibile di una comunicazione autentica tra gli uomini".